# Honey (film)
Honey – amerykański dramat muzyczny z 2003 roku w reżyserii Bille’a Woodruffa. W rolach głównych występują Jessica Alba, Mekhi Phifer, Lil’ Romeo, Joy Bryant, Missy Elliott i David Moscow.
Jest to historia pięknej Honey, która ma życiowe marzenia zostać choreografką i wyrwać się ze slumsów. Gdy to marzenie urzeczywistnia się zostaje profesjonalnym choreografem teledysków muzycznych. Jednak z tą profesją wiążą się różne kłopoty i przeszkody przez które musi przejść. Prowadzi szkołę nauki tańca w rytmie hip-hopu dla biednych dzieci i wraz z nimi szykuje występ w wyremontowanym kościele. W jej życiu praca stała się pasją.

## Obsada
- Jessica Alba – Honey Daniels
- Lil’ Romeo – Benny
- Mekhi Phifer – Chaz
- Jull Weber – Joey
- Roy T. Anderson – Tajny gliniarz
- O’Neal McKnight – Przyjaciel Katriny
- Jadakiss – Jadakiss
- 3rd Storee – 3rd Storee
- David Moscow – Michael Ellis
- Lyriq Bent – Fryzjer
- Sarah Francis – Leticia
- Shamari Fears – ona sama
- Arthur Sheekman – On sam
- Shawn Fernandez – On sam
- Zachary Williams – Raymond
- Suga May – uliczny tancerz
- Jeremy Cedeno – Uliczny tancerz
- Joy Bryant – Gina
- Ivan „Flipz” Velez – Uliczny tancerz
- Natina Reed – ona sama
- Kevin Duhaney – Otis
- Ginuwine – on sam
- Gerry Mendicino – Louie
- Anthony Sherwood – Mr. Daniels
- Alicia Bruce – Fryzjer
- Sheek Louch – on sam
- Rodney Jerkins – on sam
- Fonzworth Bentley – Barber
- Lonette McKee – Mrs. Daniels
- Missy 'Misdemeanor' Elliott – ona sama

## Ścieżka dźwiękowa
1. It's A Party – Tamia
2. I'm Good – Blaque
3. J-A-D-A – Jadakiss and Sheek
4. I Believe – Yolanda Adams
5. React – Erick Sermon
6. Ooh Wee – Mark Ronson wraz z Ghostface i z Saigon
7. Hurt Sumthin – Missy Elliott
8. Thugman – Tweet
9. Closer – Goapele
10. Now Ride – Fabolous
11. Gimme the Light – Sean Paul
12. Think Of You – Amerie
13. Leave Her Alone – Nate Dogg wraz z Rocafella Crew
14. No More Drama – Mary J. Blige
15. Hypnotic (KMN Cut) – Tweet
16. The Way I Am – Knoc Turn-Al
17. Rule – Nas
18. Sexy (Remix) – Shawn Desman
19. Guajira (I Love U 2 Much)  – Yerba Buena
20. Honey (KMN Cut) – 3rd Storee
21. Into You – Fabolous feat. Tamia

## Box office
| Świat | US$ 58 756 646 |